# Insertiemutagenese
Insertiemutagenese is mutagenese van DNA wegens insertie van een of meerdere basenparen. Insertiemutagenese kan in de natuur voorkomen of met opzet in een laboratorium gecreëerd worden met behulp van een virus of een transposon.

## Virale insertiemutagenese
Virale insertiemutagenese is gebaseerd op de integratie van een DNA-sequentie in het genoom van een organisme met behulp van een virus. Een retrovirus integreert zijn genetisch materiaal op een willekeurige plek in het genoom van de cel die met het virus geïnfecteerd wordt. Deze eigenschap van retrovirussen maakt ze zeer geschikt voor genetische screens.
Insertie van een retrovirus in het genoom van een organisme kan op verschillende manieren dichtbijgelegen genen ontregelen. Insertie van het virus in de promotor van een gen kan de expressie van dit gen zowel verhogen als verlagen. Integratie van het virus in een gen zelf kan bij transcriptie leiden tot een niet of anders werkend eiwit. Meestal zal men bij insertiemutagenese echter geen effect zien. Maar een klein gedeelte van het DNA bestaat uit genen en inserties in de rest van het DNA hebben vaak weinig effect.

## Genetische screens
Bij een genetische screen wordt insertiemutagenese gebruikt om te zoeken naar genen die een rol spelen bij ziektes met een genetische achtergrond. Een voorbeeld hiervan is de veelvoorkomende ziekte kanker. Vaak worden hier in het lab proefdieren voor gebruikt. Zoals eerder gezegd zijn er vanwege de willekeurige integratie van het virus vaak geen merkbare effecten waar te nemen. Als echter meerdere proefdieren tumorvorming laten zien, kan er gekeken worden naar plaatsen in het genoom waar het virus is geïntegreerd. Komen deze plaatsen bij de verschillende proefdieren overeen, dan is er een kans dat nabijgelegen genen een rol spelen in de vorming van de tumoren.
Bij dit soort genetische screens is de sequentie van het virus bekend. Met behulp van PCR-technologieën kan dan opgezocht worden waar het virus in het genoom is geïntegreerd en welke genen daarmee ontregeld kunnen zijn. Bij ziektes met een genetische achtergrond kan op deze manier gezocht worden naar mutaties in bepaalde genen die verantwoordelijk kunnen zijn voor de ziekte.
Bij het voorbeeld van kanker zijn enkele retrovirussen ontwikkeld waarvan men weet dat deze tumorvorming veroorzaken. Een voorbeeld hiervan is het "Murine Leukaemia Virus" (MuLV) welke bij muizen binnen 3-4 maanden tumoren in het lymfevatenstelsel veroorzaakt. Een ander veelgebruikt virus is het "Mouse Mammary Tumor Virus" (MMTV), dat bij muizen binnen 6-18 maanden tumoren in de borst veroorzaakt.